# St.-Georg-Kirche (Krummendiek)

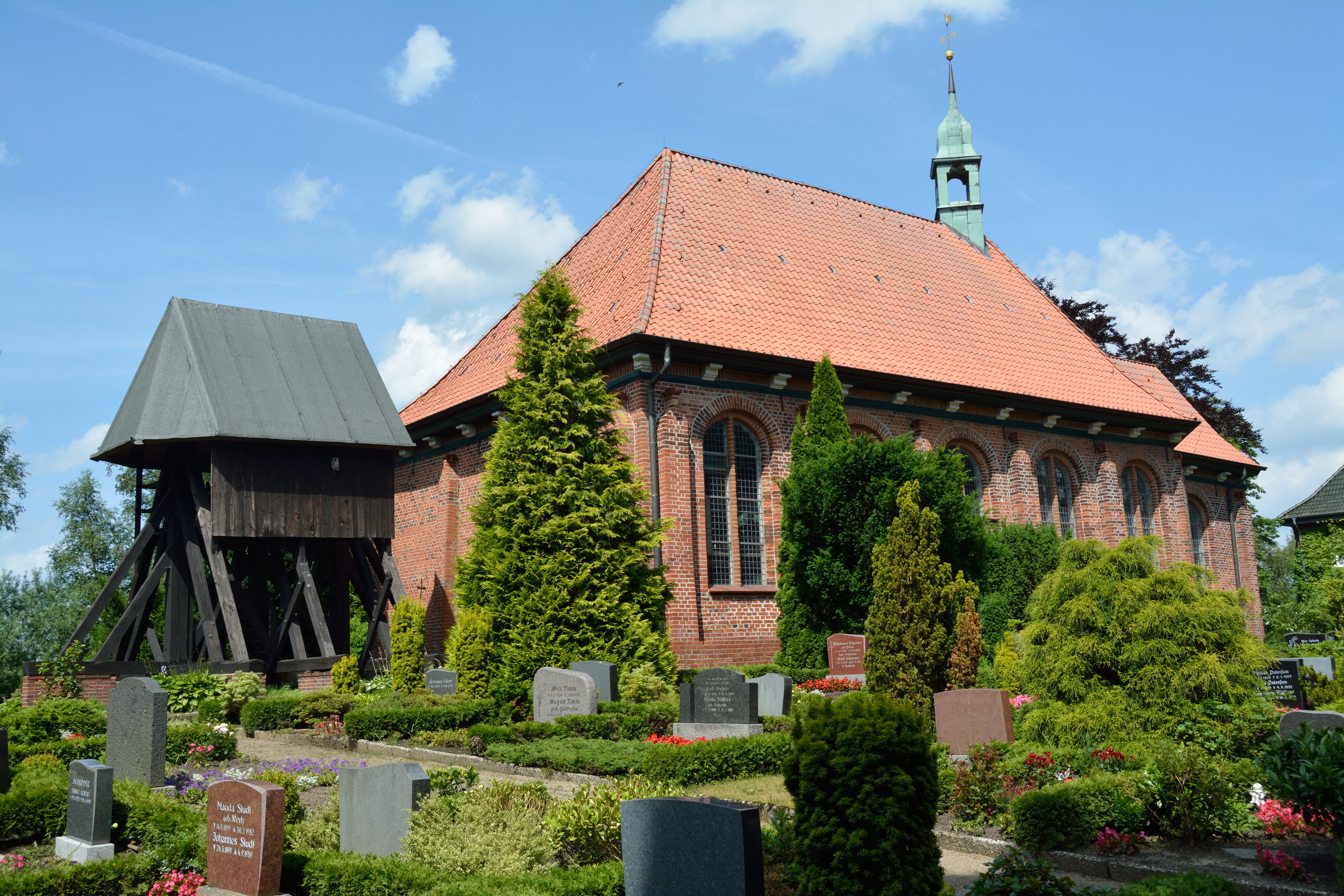
St.-Georg-Kirche

Die St.-Georg-Kirche ist eine Kirche in Krummendiek.
Das heutige Kirchengebäude stammt von 1699. Vor ihr gab es eine 1233 vom Ritter Hartwig Busche gebaute Kirche, die eine noch ältere, baufällig gewordene Kirche ersetzte, die bereits 949 von Erzbischof Adaldag gestiftet worden sein soll.
Die Kirche bildet heute gemeinsam mit der Martin-Luther-Kirche in Mehlbek die Kirchengemeinde Krummendiek-Mehlbek im Kirchenkreis Rantzau-Münsterdorf der Evangelisch-Lutherischen Kirche in Norddeutschland.
Die Kirche ist ein eingetragenes Kulturdenkmal in Schleswig-Holstein.
Koordinaten: 53° 56′ 48,6″ N, 9° 24′ 57,7″ O